# Pizzo Zerna
Il Pizzo Zerna (2.572 m s.l.m.) è una montagna situata sulle Alpi Orobie lungo lo spartiacque che divide l'alta Val Brembana dalla Valle del Livrio, tributaria della Valtellina. Seguendo il crinale ad ovest si incontra il Corno Stella, mentre ad est vi è il Monte Masoni.

## Accessi
Dalla provincia di Bergamo lo si raggiunge per la via più breve partendo da Carona, in alta Val Brembana, da dove si prende il sentiero per il Rifugio Fratelli Calvi (strada carrabile parzialmente cementata in alcuni tratti).
Si attraversa l'abitato di Pagliari e si prosegue lungo la carrabile. Si passa una cascata e poco più avanti, passato un doppio tornante, si lascia la carrabile e, in prossimità della fontanella, si prende il sentiero a sinistra in direzione Val Sambuzza / Passo di Publino. Si prosegue lungo il sentiero attraverso un bosco e si passano diverse baite fino a superare definitivamente l'ultimo tratto di bosco in prossimità del Baitone. Il sentiero prosegue su per la Val Sambuzza fino a raggiungere un primo pianoro. Attraversato il prato si prosegue sul sentiero che continua in salita fino al Lago di Valle Sambuzza.
Si attraversa il torrente emissario del lago sul ponticello di legno e si prosegue per il sentiero che costeggia il lago a ovest e che, poco più avanti, raggiunge il Bivacco Pedrinelli, in prossimità del Passo di Publino. Qui si prende a nord fino a raggiungere la cresta a destra dove un sentiero, in direzione est, porta alla vetta del Pizzo Zerna. 
In condizioni di tempo ottimali il sentiero è facilmente percorribile e ben segnato fino al raggiungimento del Passo di Publino. La vetta offre una panoramica sui rilievi della Valtellina dal Gruppo del Bernina al Monte Disgrazia oltre che su Monte Masoni, Corno Stella, Monte Chierico, Passo di Publino e Val Sambuzza.
La croce di ferro in vetta al pizzo è stata posta dal Gruppo Escursionistico Alpini di Verdello il 10 settembre 1994.

## Galleria d'immagini

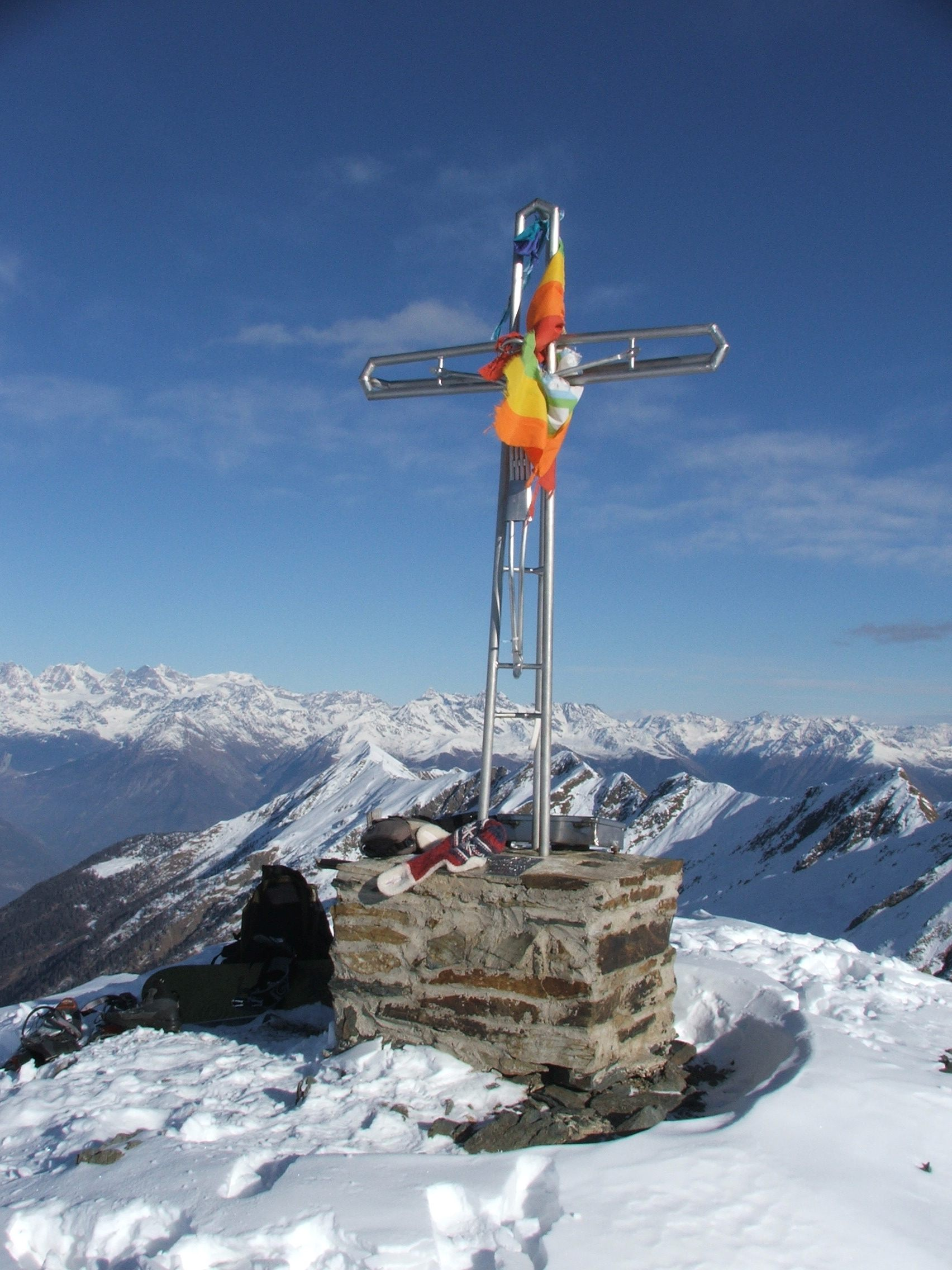
La croce di ferro in vetta e, dietro, la Valtellina
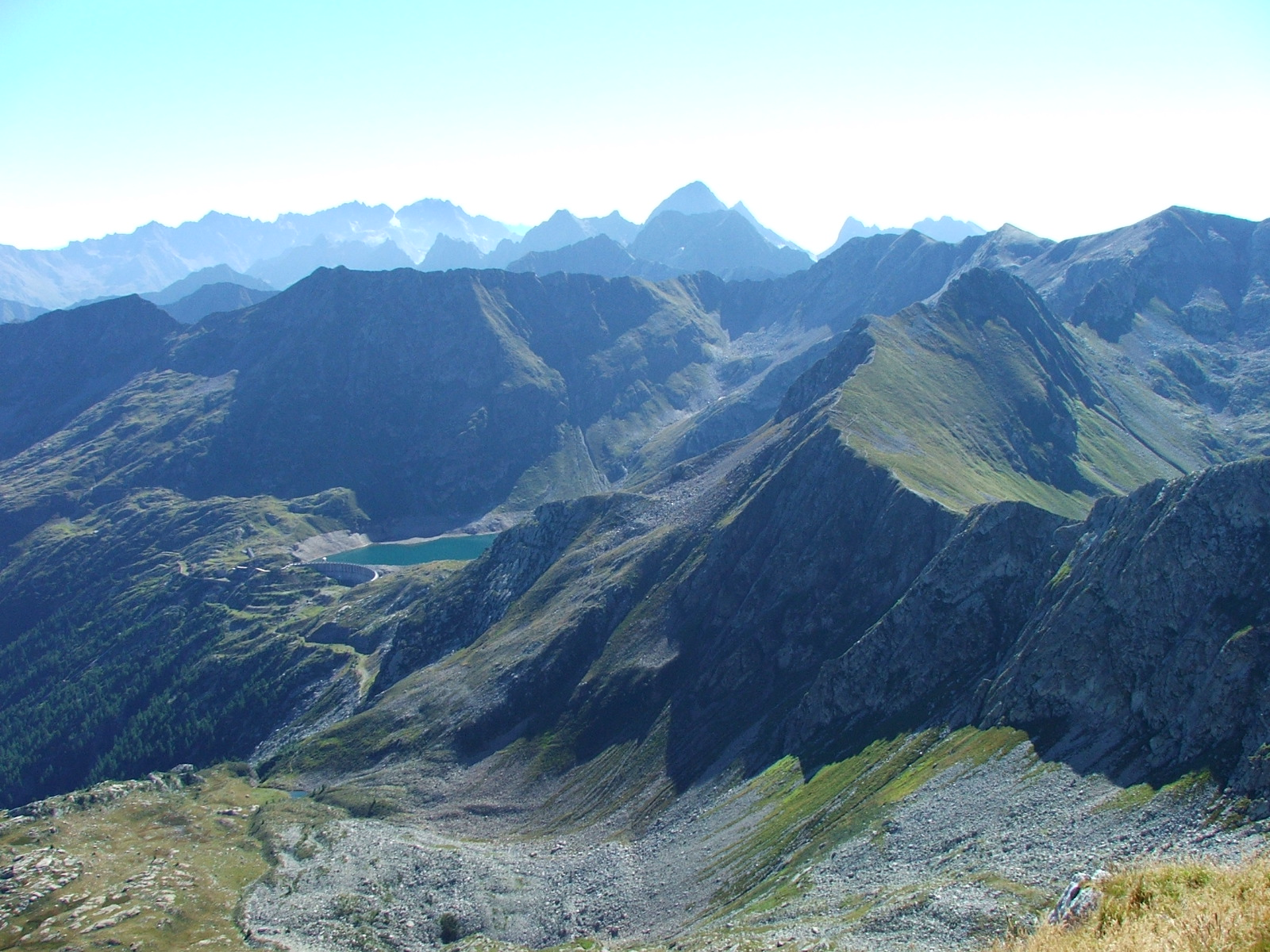
Veduta dal Corno Stella sulla cresta che conduce al Pizzo Zerna e poi al Monte Masoni
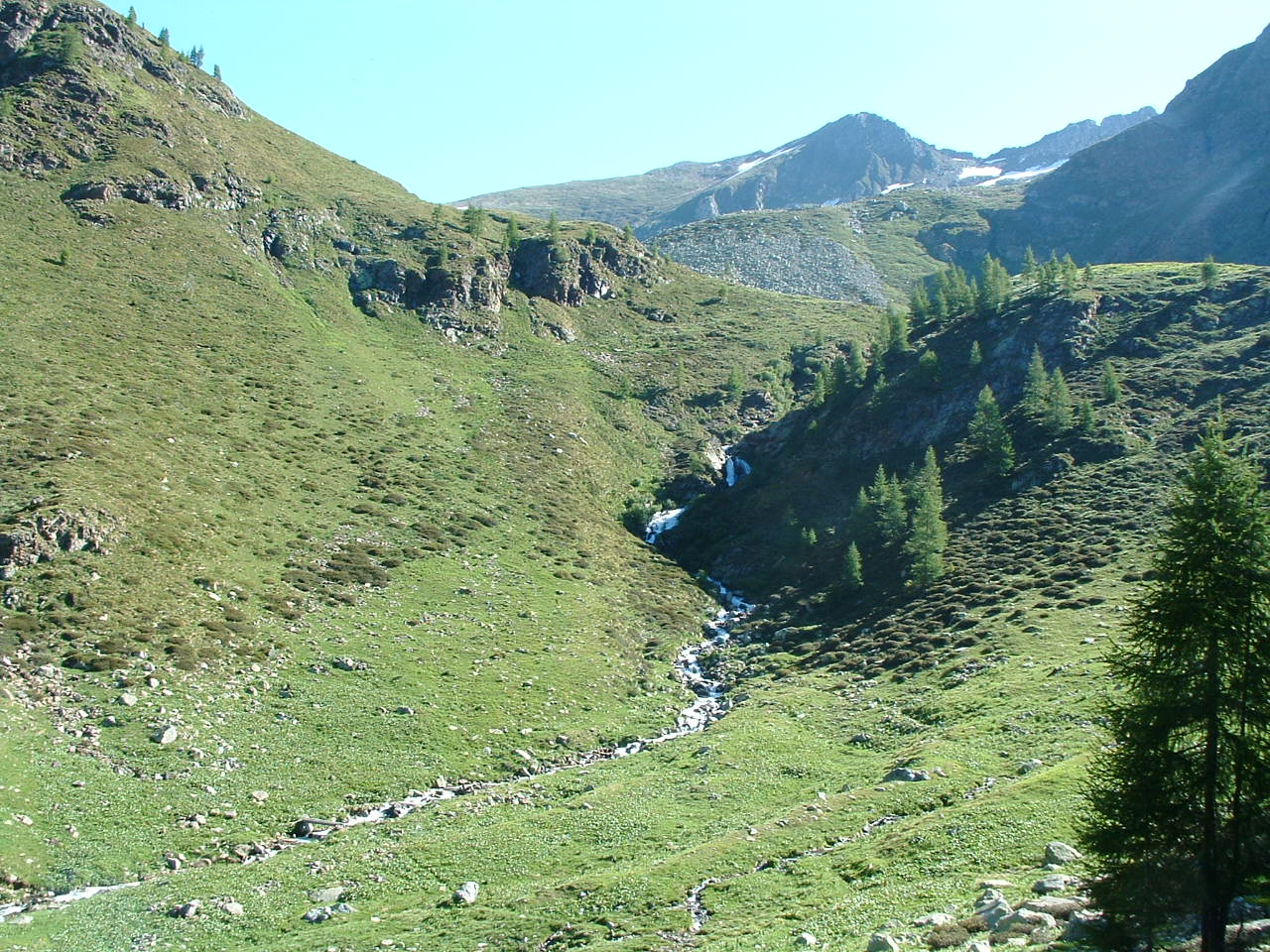
La Val Sambuzza, sullo sfondo, il Pizzo Zerna
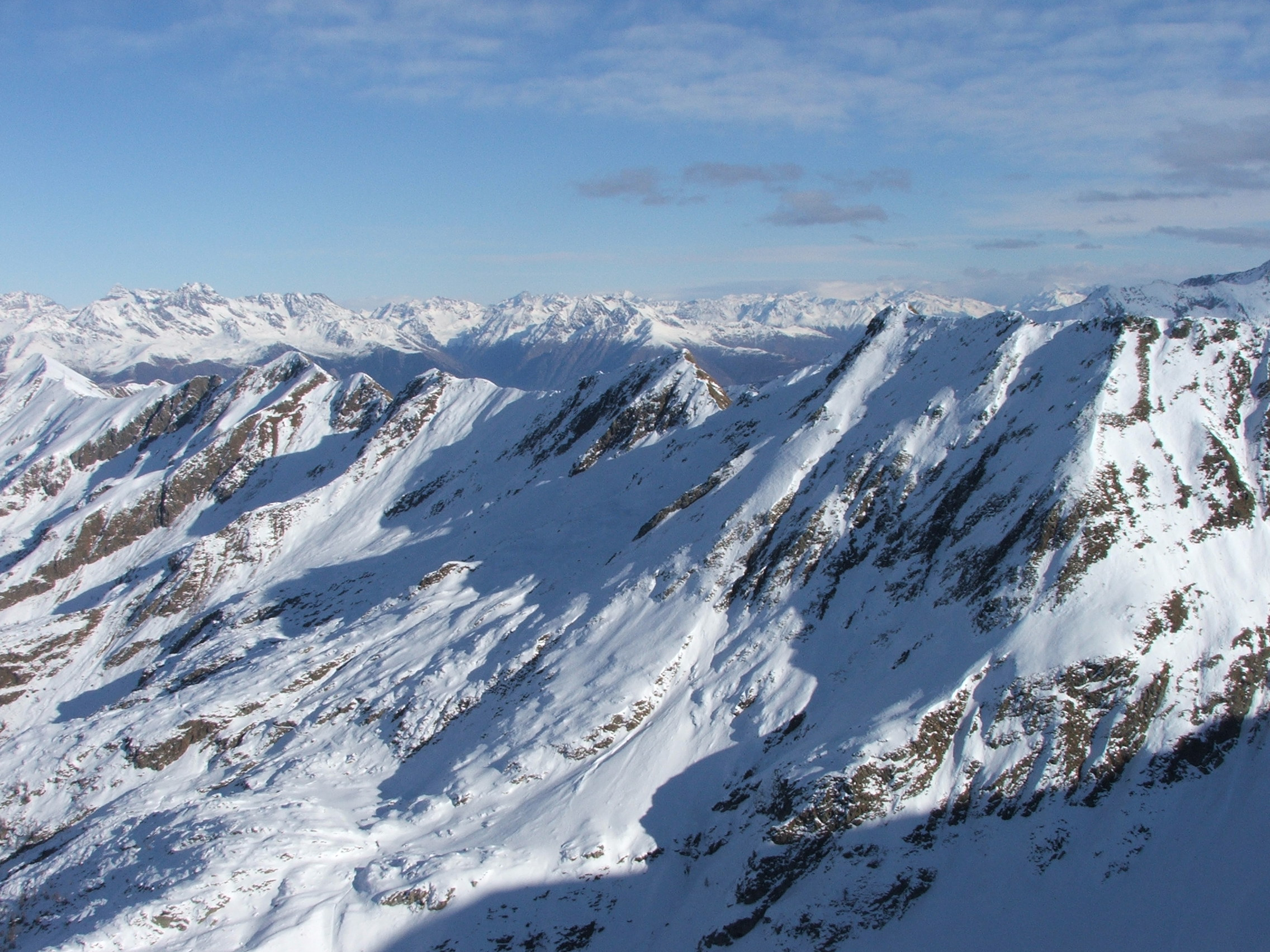
Panorama verso nord
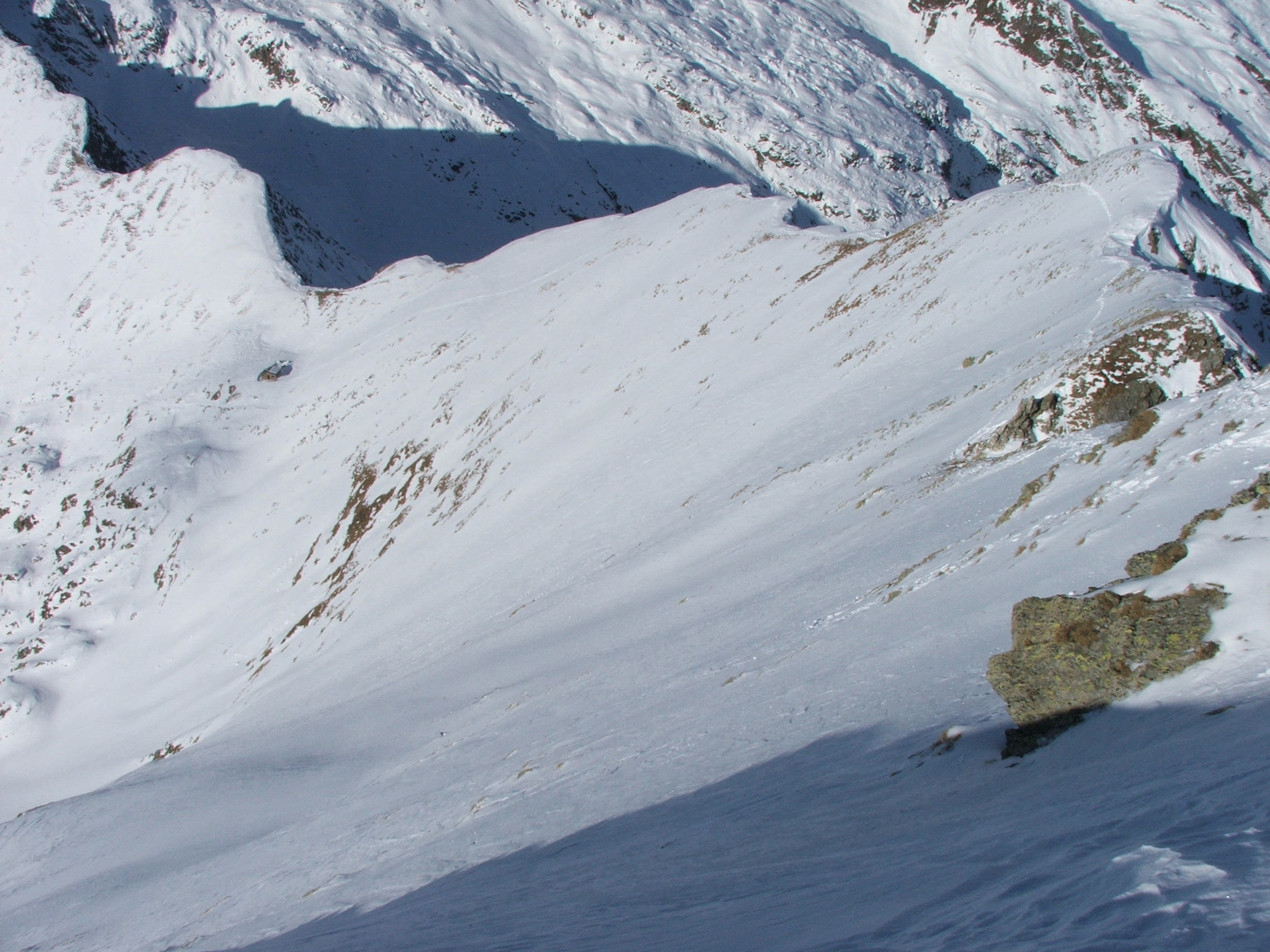
La cresta che collega il Passo di Publino al Pizzo Zerna
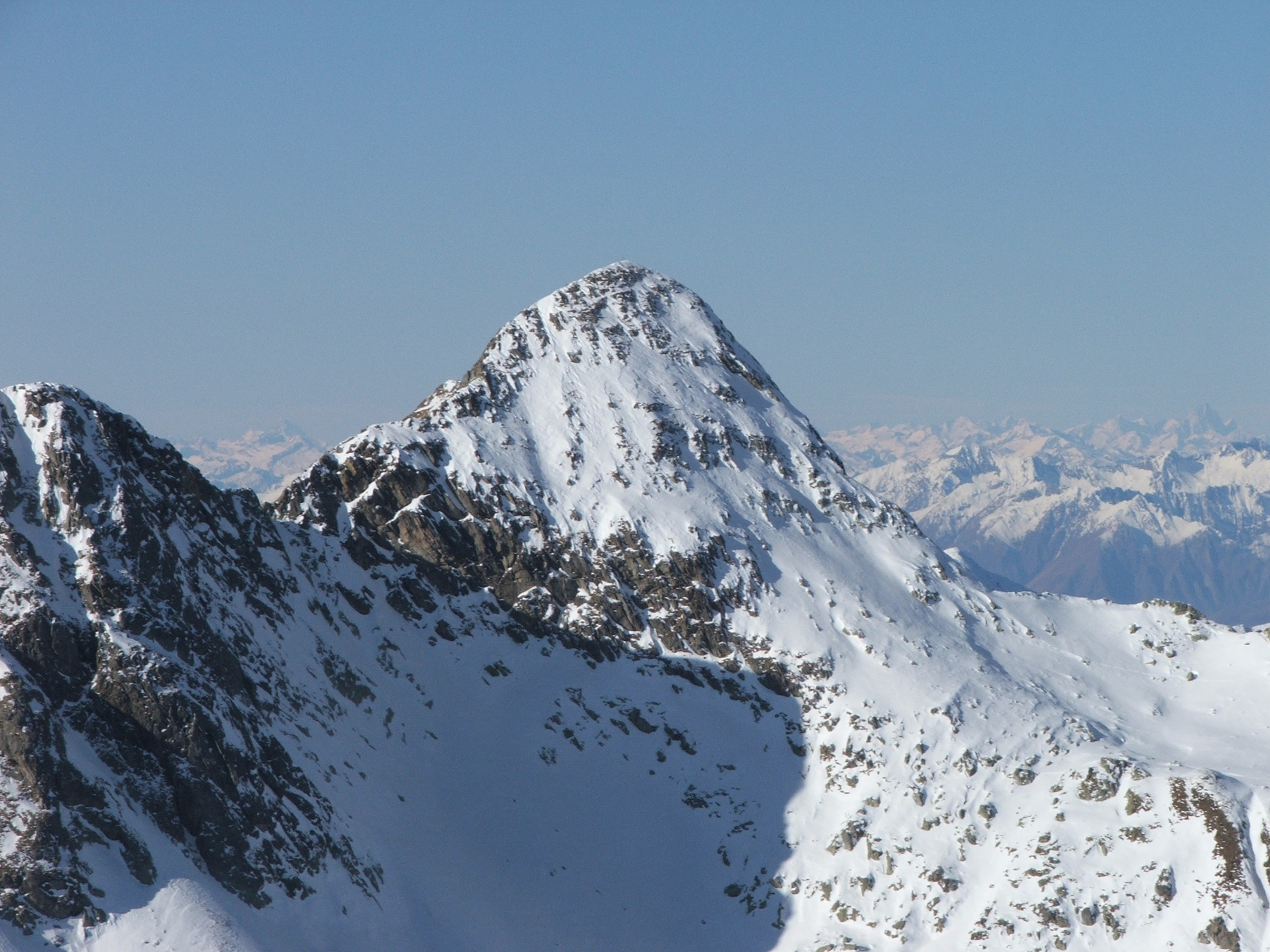
Il Corno Stella visto dalla vetta dello Zerna